# Petrus Canisius
Petrus Canisius (născut Pieter Kanijs, n. 8 mai 1521, Nijmegen, Gelderland, Țările de Jos – d. 21 decembrie 1597, Freiburg im Üechtland, cantonul Fribourg, Elveția) a fost un scriitor și teolog iezuit din Țările de Jos, considerat primul iezuit german, venerat ca sfânt în Biserica Catolică. 

## Viața
Petrus Canisius a fost fiul primarului din Nimwegen, oraș care se afla la vremea respectivă în Arhidieceza de Köln. 

## Scrieri

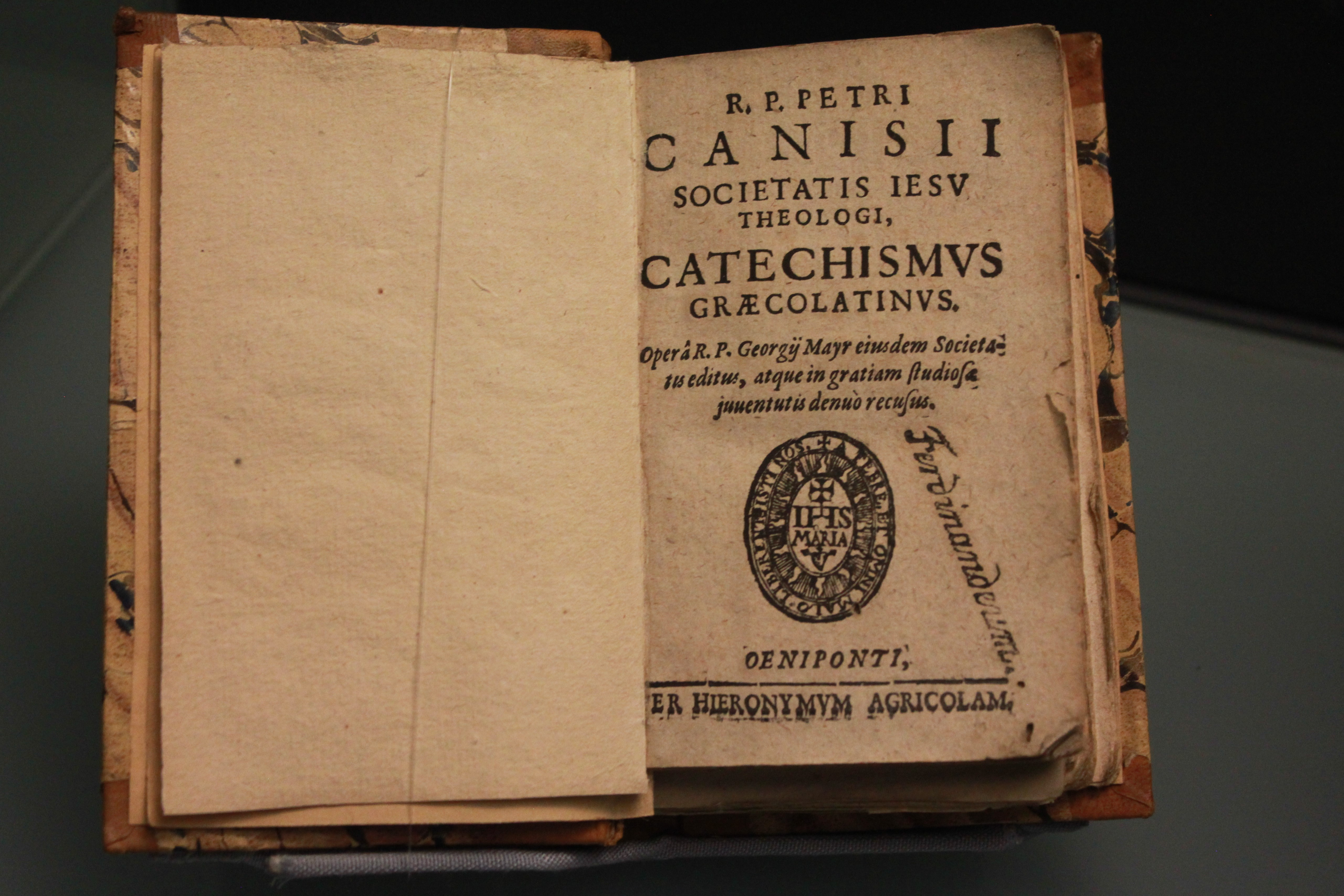
Exemplar al lucrării Catechismus Græcolatinus redactat de Petrus Canisius

Catehismul lui Canisius, tradus în română de George Buitul, a fost prima carte tipărită în română cu litere latine: Catechismus szau Summa Kredinczei Katholicsest. Demersul difuzării acestei lucrări în spațiul românesc a fost o replică la catehismul calvinesc, scris la inițiativa principilor protestanți ai Transilvaniei.